# Messestadion Dornbirn
Das Messestadion Dornbirn ist eine Mehrzweckhalle in der österreichischen Stadtgemeinde Dornbirn, Bundesland Vorarlberg. Sie wurde 1999 nach Plänen des Architekten Leopold Kaufmann errichtet und ist Teil der Messe Dornbirn. Sie bietet Platz für 4.270 Zuschauer. Als Eissporthalle ist das Gebäude die Heimspielstätte des Eishockeyclubs Dornbirner EC. Der Bauträger wie auch Besitzer der Eissporthalle ist die Messe Dornbirn GmbH.

## Organisation
Das Gebäude kann als Mehrzweckhalle auch für andere Veranstaltungen genutzt werden. Während der großen Messen wird das Messestadion als Halle 6 verwendet. Neben diversen Konzerten und Veranstaltungen wurde die große ZDF-Unterhaltungssendung Wetten, dass..? bereits zwei Mal aus dem Dornbirner Messe-Stadion ausgestrahlt. Am 21. und 22. April 2007 war das Messestadion Austragungsort für das Fed-Cup-Duell Österreich gegen Australien. Während den Weltgymnaestrada 2007 und Weltgymnaestrada 2019, den bislang größten internationalen Sportveranstaltungen in Dornbirn, wurde das Messestadion als Veranstaltungsort für die nationalen Abende und die FIG-Gala genutzt.